# Carcharhinus macloti
Carcharhinus macloti е вид пилозъба акула от семейство Сиви акули (Carcharhinidae). Възникнал е преди около 41,3 млн. години по времето на периода палеоген. Видът е почти застрашен от изчезване.

## Разпространение и местообитание
Разпространен е в Австралия, Бангладеш, Виетнам, Индия, Индонезия, Кения, Китай, Мианмар, Пакистан, Папуа Нова Гвинея, Провинции в КНР, Тайван, Танзания и Шри Ланка.
Обитава крайбрежията на океани и морета в райони с тропически климат.

## Описание
На дължина достигат до 1,1 m.